# Габърова брезовка
Габъровата брезовка (Leccinum pseudoscabrum) е вид ядлива базидиева гъба от род Брезовки (Leccinum).

## Описание
Шапката достига до 12 cm в диаметър, на цвят е бежова, бежово-кафява или тъмнокафява, понякога почти охрена. Често е ситно напукана. Пънчето е цилиндрично или умерено бухалковидно, в горната част отвесно набраздено. Отначало е белезникаво, кремаво до светлобежово, а по-късно сивкаво, покрито с тъмнокафяви или сивкавочерни гранулки и люспици. Месото на гъбата е белезникаво, като при излагане на въздух става розово или червено, а по-късно сиво-виолетово до почти черно. Има приемливи вкусови качества, но с твърде жилаво пънче.

## Местообитание
Среща се през май – октомври в широколистни и смесени гори. Развива се в микориза с обикновен габър, по-рядко с други видове габър или леска.